# Bronisław Gej

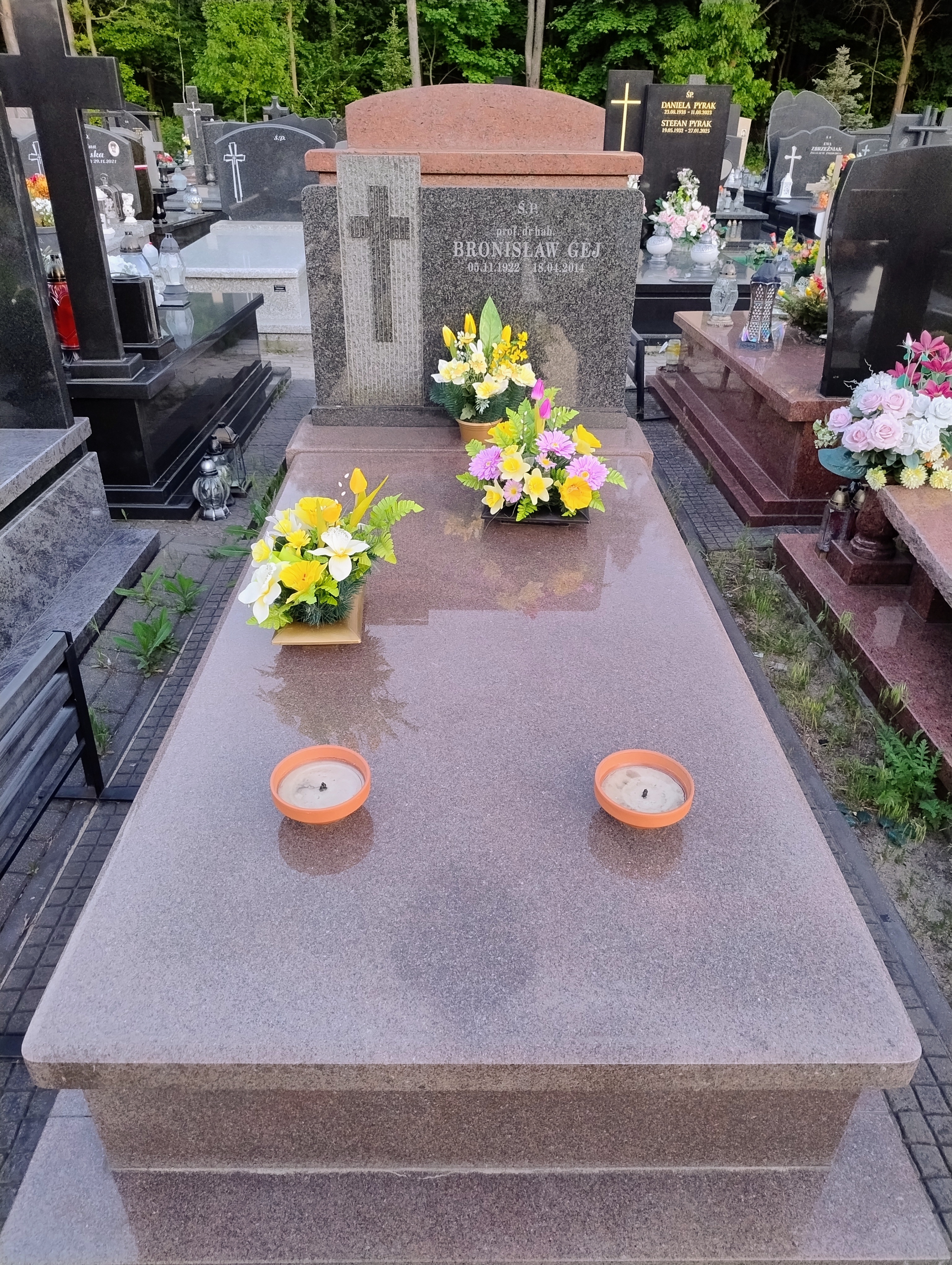
Grób Bronisława Geja

Bronisław Gej (ur. 5 listopada 1922, zm. 18 kwietnia 2014 w Warszawie) – polski botanik, fizjolog roślin, profesor Szkoły Głównej Gospodarstwa Wiejskiego.

## Życiorys
Urodził się na Podlasiu, mimo ciężkich warunków materialnych po ukończeniu szkoły podstawowej kontynuował naukę w gimnazjum. Mimo wybuchu II wojny światowej rozpoczął naukę w Liceum Matematyczno-Fizycznym w Białej Podlaskiej, okupanci zamknęli szkołę 29 września 1939. Od czerwca 1942 do grudnia 1943 pracował przymusowo na kolei w firmie budowlanej. Od października 1944 uczęszczał do Liceum Pedagogicznego w Leśnej Podlaskiej, ukończył je w 1946 i wyjechał do Warszawy, aby rozpocząć studia na Wydziale Rolnym w Szkole Głównej Gospodarstwa Wiejskiego. Po roku nauki Bronisław Gej wybrał jako specjalizację fizjologię roślin, w 1951 w Katedrze Fizjologii Roślin obronił pracę magisterską pt. Oddychanie liści tytoniu Virginia w czasie suszenia. Następnie pozostał na uczelni jako pracownik naukowy, prowadził badania nad odmianami pszenicy i ich odpornością na suszę. W listopadzie 1960 obronił pracę doktorską, w której dowiódł, że reakcja roślin na suszę zależy od naturalnej odporności, a nie od czynników środowiska. Kolejnym przedmiotem badań było zjawisko fotosyntezy oraz przemieszczanie się w roślinie asymilatów. Owocem tych prac była obroniona w 1962 praca habilitacyjna i otrzymanie stopnia doktora habilitowanego. Pomiędzy 1981 a 1985 Bronisław Gej prowadził prace badawcze dotyczące fotosyntetycznej produktywności pszenżyta, ich zwieńczeniem było nadanie tytuły profesora nadzwyczajnego nauk roślinnych. W latach 1983–1989 przewodniczył warszawskiemu oddziałowi Polskiego Towarzystwa Botanicznego.
Pochowany na cmentarzu w Marysinie Wawerskim.

## Odznaczenia
- Złoty Krzyż Zasługi
- Krzyż Kawalerski Orderu Odrodzenia Polski
- Złota Odznaka Honorowa „Za zasługi dla SGGW”